# Elecció papal de 1280-81
L'elecció papal de 1280-1281 es va celebrar el 22 de setembre de 1280 al 22 de febrer del 1281 després de la mort del Papa Nicolau III i en va resultar elegit Simon de Brion, que va prendre el nom de Papa Martí IV. Els Papes Marí I i Marí II, per un error antic, van ser comptats com els «Marins» I i II.
L'allargament de la reunió és l'única causa de l'eliminació violenta dels cardenals Matteo Orsini i Giordano Orsini pels magistrats de Viterbo acusats d'estar «impedint» l'elecció. Només una dècada abans, els magistrats de Viterbo havien intervingut en l'elecció papal de 1268–71, retirant les teules del teulat del Palau dels papes de Viterbo per accelerar un procés electiu que estava en punt mort. L'expulsió dels Orsini i l'elecció posterior de Simon va ser en part per la influència de Carles I de Nàpols (Carles d'Anjou). Malgrat que alguns articles apuntin el contrari, sembla provat que Carles no va estar a la Toscana durant el Conclave.

## Context

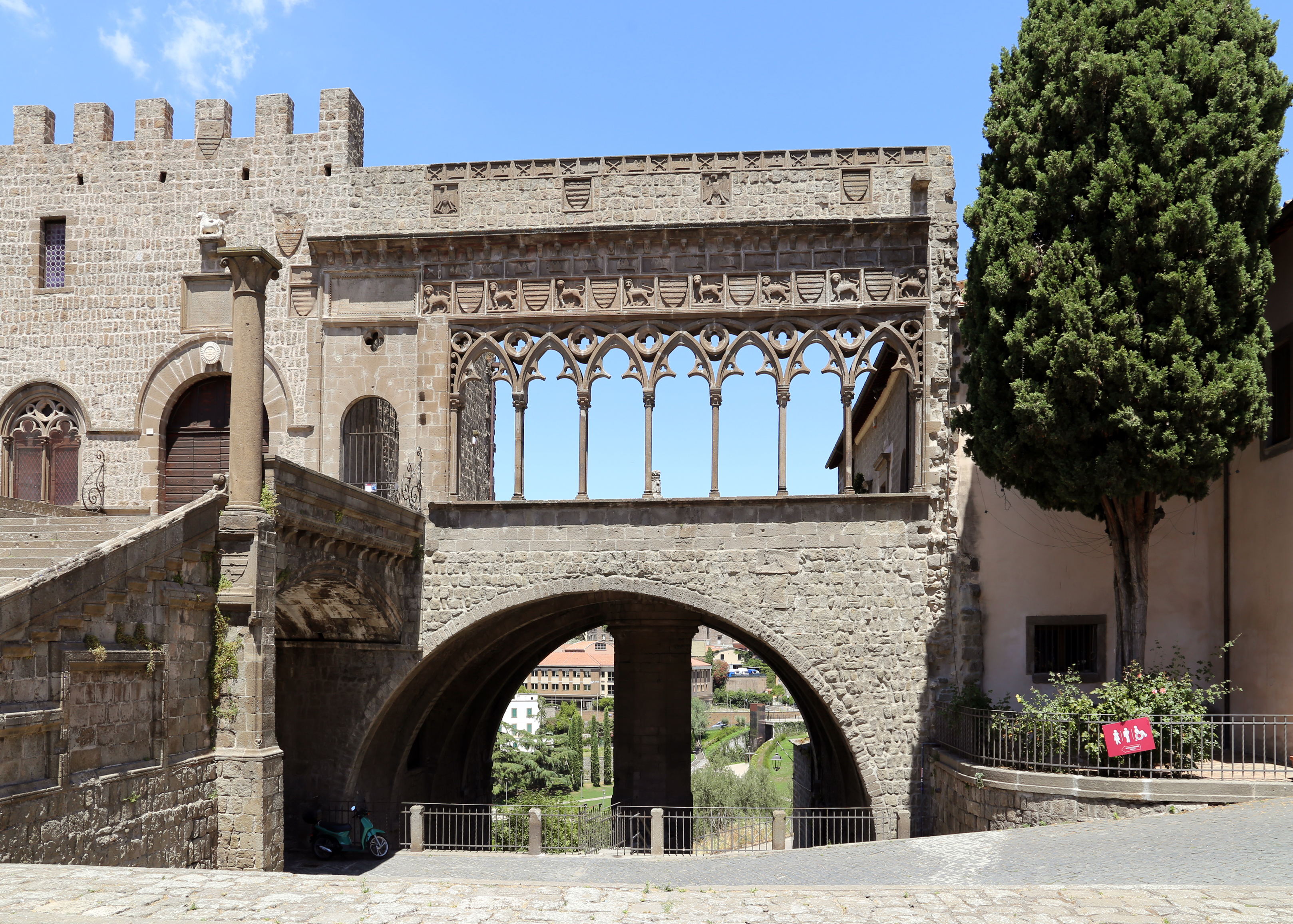
El Palau dels papes de viterbo fou el lloc de l'elecció

L'anterior reunió dels cardenals, l'elecció papal de 1277, s'havia allargat durant sis mesos perquè els sis cardenals electors estaven dividits entre els romans i els angevins. Resultà elegit el vell Giovanni Gaetano Orsini com a Papa Nicolau III, el que no agradà gens a Carles I de Nàpols, a qui donaven suport els tres cardenals francesos.
Prèviament, el Papa Climent IV havia coronat Carles I com a Rei de Nàpols i Sicília, però no havia aconseguit prou suports del Col·legi cardenalici. Després de la mort de Climent, l'elecció papal de 1268–1271, seria la més llarga en la història de l'Església catòlica romana, elegint el neutral Teobaldo Visconti com a Papa Gregori X, qui dedicà el seu papat gairebé de manera exclusiva a les Croades. Fou Gregori X qui havia fet la butlla papal Ubi Periculum (1274), que fixava les normes del conclave papal per accelerar les eleccions, però en el moment d'aquesta elecció el document no fou pres en consideració, ja que havia estat suspès pel Papa Adrià V i revocat pel Papa Joan XXI.

## Electors
| Elector                          | Origen      | Orde i títol                            | Elevat           | Elevador         | Altres títols                                  | Notes                                               |
| -------------------------------- | ----------- | --------------------------------------- | ---------------- | ---------------- | ---------------------------------------------- | --------------------------------------------------- |
| Ordonho Alvares                  | Portugal    | Cardenal-bisbe de Frascati              | 12 març 1278     | Papa Nicolau III | Degà del Col·legi Cardenalici                  |                                                     |
| Latino Malabranca Orsini, O.P.   | Roma        | Cardenal-bisbe d'Ostia e Velletri       | 12 març 1278     | Papa Nicolau III | Inquisidor general                             | Cardenal-nebot                                      |
| Bentivenga da Bentivengi, O.F.M. | Acquasparta | Cardenal-bisbe d'Albano                 | 12 març 1278     | Papa Nicolau III | Penitenciari major                             |                                                     |
| Anchero Pantaléone               | França      | Cardenal-prevere de S. Prassede         | 22 maig 1262     | Papa Urbà IV     | Protoprevere                                   | Cardenal-nebot                                      |
| Simon de Brion                   | França      | Cardenal-prevere de S. Cecilia          | 17 desembre 1261 | Papa Urbà IV     |                                                | Elegit Papa Martí IV                                |
| Guillaume de Bray                | França      | Cardenal-prevere de S. Marco            | 22 maig 1262     | Papa Urbà IV     |                                                |                                                     |
| Gerardo Bianchi                  | Parma       | Cardenal-prevere de Ss. XII Apostoli    | 12 març 1278     | Papa Nicolau III |                                                |                                                     |
| Girolamo Masci, O.F.M.           | Lisciano    | Cardenal-prevere de S. Pudenziana       | 12 març 1278     | Papa Nicolau III |                                                | Futur Papa Nicolau IV                               |
| Giacomo Savelli                  | Roma        | Cardenal-diaca de S. Maria in Cosmedin  | 17 desembre 1261 | Papa Urbà IV     | Protodiaca                                     | Futur Papa Honori IV                                |
| Goffredo da Alatri               | Alatri      | Cardenal-diaca de S. Giorgio in Velabro | 17 desembre 1261 | Papa Urbà IV     |                                                |                                                     |
| Matteo Rosso Orsini              | Roma        | Cardenal-diaca de S. Maria in Portico   | 22 maig 1262     | Papa Urbà IV     | Arxipreste de la Basílica Vaticana             | Expulsat pels magistrats de Viterbo                 |
| Giordano Orsini                  | Roma        | Cardenal-diaca de S. Eustachio          | 12 març 1278     | Papa Nicolau III |                                                | Expulsat pels magistrats de Viterbo; Cardenal-nebot |
| Giacomo Colonna                  | Roma        | Cardenal-diaca de S. Maria in Via Lata  | 12 març 1278     | Papa Nicolau III | Arxipreste de la Basílica de Santa Maria Major |                                                     |

### Absents
| Elector                   | Origen | Orde i títol | Elevat      | Elevador        | altres títols         | Notes |
| ------------------------- | ------ | ------------ | ----------- | --------------- | --------------------- | --- |
| Bernard Ayglerius, O.S.B. | França | Desconegut   | 1265 o 1268 | Papa Climent IV | Abat de Monte Cassino | Retirat en aquest conclave, però també al de 1268-1271, als tres del 1276 i al de 1277, diverses fonts dubten que mai hagués estat cardenal. |

## Elecció
Des de l'inici del conclave, el grup anti-Anjou format per cardenals majoritàriament creats pel Papa Nicolau III, que tenien la clau del Col·legi Cardenalici i comptaven amb tres cardenals Orsini, s'havien consolidat com un grup de votants irrompible.
L'estancament es va complicar quan Carles I va reemplaçar Orso Orsini, el potestat de Viterbo, per Riccardello Annibaldi, que va irrompre en l'elecció, arrestar i apartar els cardenals Orsini, permetent que al facció pro-Anjou i els partidaris d'Aldobrandeschi impulséssin l'elecció de Simon de Brion, el preferit per Carles, com a Papa Martí IV. Giordano, el líder de la facció antifrancesa, i el seu nebot Mateu, van ser empresonats, el que presagiava que el papa francès no tindria una bona rebuda al seu retorn a Roma. En efecte, Martí IV mai va trepitjar Roma durant el seu mandat de 49 mesos.

## Conseqüències

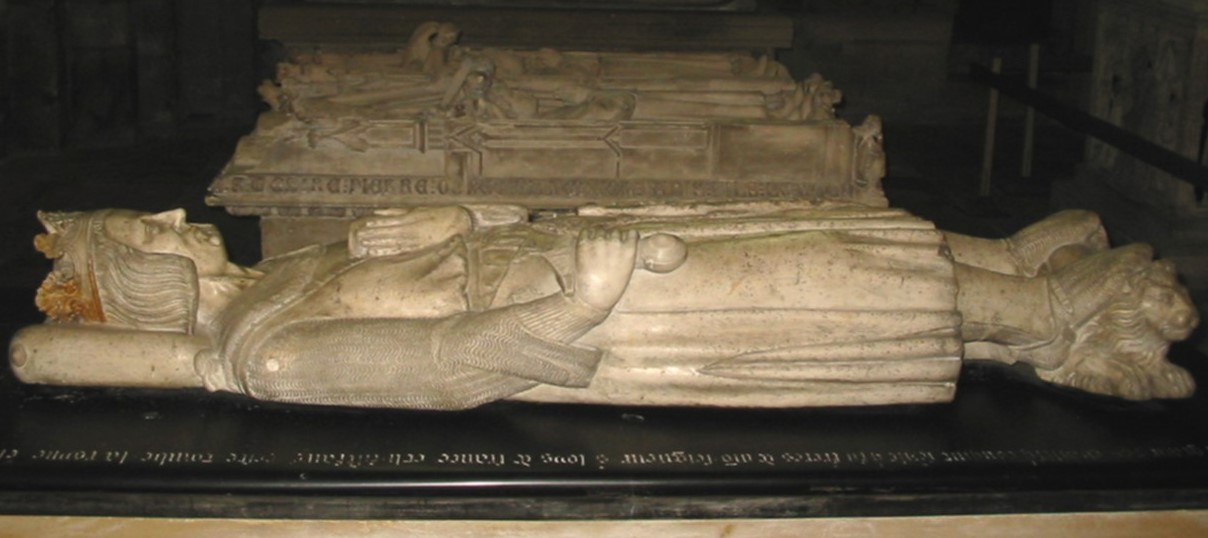
La tomba de Carles I de Nàpols ("Carles d'Anjou"), que va treballar per l'elecció de Martí IV i el va influenciar considerablement

L'empresonament dels cardenals va provocar un interdicte. Com a resultat de d'aquest fet i de la creixent hostilitat de la ciutat de Roma vers el pontífex d'Anjou, Martí IV es va veure obligat a traslladar la cúria romana a Orvieto, on fou coronat el 23 de març de 1281. Martí IV de seguida va treure els càrrecs rellevants dels cardenals-nebots Orsini, del seu predecessor Nicolau III, i els va canviar per candidats francesos i pro-francesos.
Martí V va seguir depenent de Carles durant el seu papat. Poc després de la seva coronació, el 29 d'abril, va nomenar un senador romà per a Carles i el va ajudar en el seu intent de restaurar l'Imperi Llatí, entre altres coses mitjançant l'excomunió de l'emperador romà d'Orient, Miquel VIII Paleòleg. L'últim acte va donar lloc al trencament de la fràgil unió entre Orient i Occident i al Concili de Lió II del 1274. El suport de Martí IV a Carles va continuar després de les Vespres Sicilianes, quan Martí IV va excomunicar Pere el Gran, poc després que hagués estat elegit com a rei pels sicilians, i després va declarar nul el seu regnat a Aragó i va ordenar les croades contra ell, el que va portar a la Guerra de Sicília (1282-1289).
Els primers set cardenals nomenats per Martí IV eren francesos, però el fet que la mort de Martí IV coincidís amb la de Carles I, inevitablement va començar a afeblir la influència francesa.